# Sikavuori
Sikavuori är en 145,5 meter hög kulle i södra delen av Kurikka kommun i den centrala delen av före detta Jalasjärvi kommun. På östra sidan av kullen finns torvtäkten Vesineva. 
På toppen av Sikavuori finns ett trianguleringstorn.

## Bildgalleri

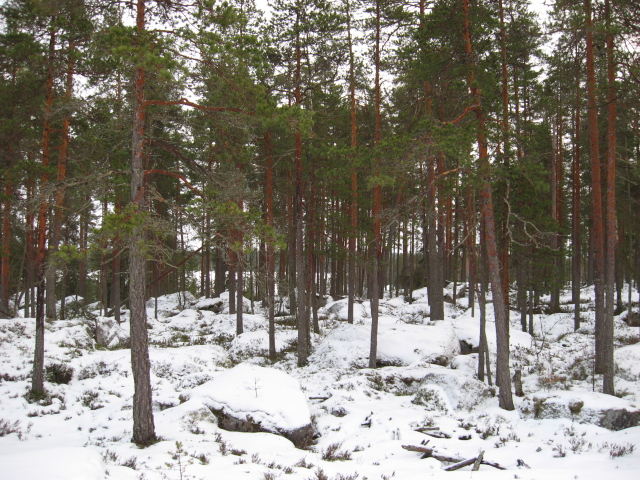
Terräng på Sikavuoris topp
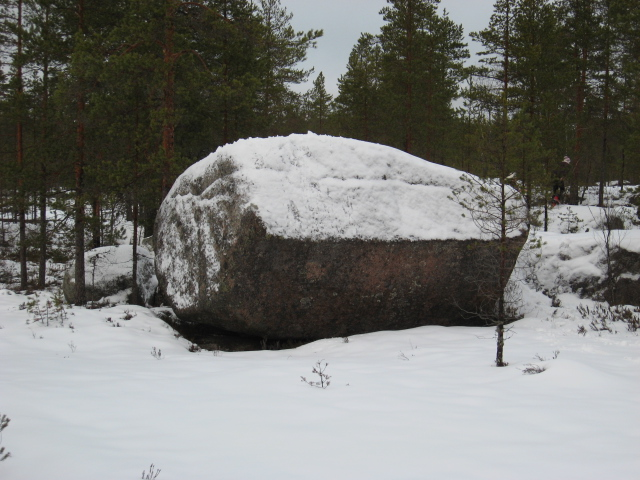
Flyttblock på Sikavuoris topp